# Тонто
Тонто е самостоятелно подразделение на западните апачи, което първоначално живее в басейна на Рио Верде в централна Аризона, САЩ. В началото на 21 век техните потомци живеят в резерватите Сан Карлос, Форт Апач, Тонто и Кемп Верде.

## Име
Самите тонто се наричат Дилжее. Чирикауаите ги наричат „Бенет дине – диви, луди хора“. На другите западни апачи са известни като „Коун нде – тези, които не разбират (диви, груби хора)“. Когато идват испанците ги наричат „тонто – глупаците“.

## Подразделения
Преди резерватите племето живее на изток от Рио Верде в басейна Тонто, както и в планините Мазатзал и на юг чак до Солт Ривър. В някои части територията им се припокрива с тази на подразделенията на явапаите – уипукепа и куевкапая. Традиционна между тях граница е Рио Верде. Тонто живеят предимно на изток от нея, а явапаите на запад. Често различни групи от двете племена се смесват и образуват двуезични групи, които по-късно трудно се разграничават от белите. Затова в историческите източници явапаите често са наричани погрешно тонто или явапаи апачи.
Тонто живеят относително мирно с другите западни апачи и с чирикауаите, но често воюват с навахите. Подобно на останалите апачески групи тонто нямат централизирана политическа организация. Основна и най-малка социална единица е матрилинейното и матрилокално семейство, което живее в една колиба. Няколко такива роднински семейства живеят заедно като образуват разширено семейство. Няколко такива разширени семейства, които живеят и се трудят в определен район образуват местната група. Една или няколко местни групи, живеещи в определен географски регион формират подразделение на племето, което се явява най-високата организационна единица. Племето е съставено от следните групи:
Северни тонто
- Дасзине Дасдаайе Индее (Групата Балд Маунтънс)
- Ту Доклиж Индее – хората от синята вода (Групата Фосил Крийк)
- Дотлижи Хаитиндее (Групата Мормон Лейк)
- Тсе Хичии Индее (Групата Оук Крийк)

Южни тонто
- Тсе Нолтлижин (Групата Мазатзал)
- Дилжее – състои се от 5 групи

## История
Към 1871 г. тонто използват за своя агенция Кемп Магдауъл на Рио Верде, но не живеели в резервата, а продължавали да кръстосват планините. В края на 1872 г. генерал Джордж Крук изпраща войници да открият тонто и да ги върнат в резервата. След многократно кръстосване на басейна Тонто, войниците успяват да ги изловят до април 1873 г. и ги отвеждат във Форт Апач. След кратък престой, през юли вожда Делшай извежда хората си и се завръщат в своя си резерват на Рио Верде. Агента им разрешава да останат ако не му създават неприятности. През лятото на 1873 г. в агенцията Сан Карлос избухва въстание, в което един офицер е убит. Водачите на бунта успяват да избягат, някои към Кемп Макдауъл и установяват лагера си близо до селото на Делшай. Генерал Крук обвинява вожда, че закриля бунтовниците и заповядва да бъде арестуван. Предупреден Делшай успява да избяга и в продължение на месеци успява да се изплъзва от преследващите го войници. Накрая генерал Крук разбира, че само друг апач може да открие Делшай и обявява награда за главата му. След известно време двама апачи се явяват пред генерала по различно време, всеки с по една глава, твърдейки, че е на Делшай.
През 1875 г. Кемп Макдауъл е затворен и тонтите са прехвърлени в Сан Карлос. През 1900 г. поискали разрешение да се преместят в стария резерват на Рео Верде. През 1910 г. правителството им дава там 40 акра земя и добавя към тях още 248 акра на следващата година. Двата парцела са обединени през 1937 г. за да формират резервата Кемп Верде. В него днес живеят тонто и някои явапаи, които заедно формерат Нацията явапаи – апачи.
През 1903 г. президента Рузвелт създава резерват от 100 км2 от бившия резерват Кемп Магдауъл. В него днес живеят хора от куевакапая и тонто. През 1972 г. е създаден резервата Тонто (344 км2) южно от Пейсън. В него живеят около 140 тонто. Други продължават да живеят в резерватите Сан Карлос и Форт Апач.